# 胡佛公園 (印地安納州)
胡佛公園（英語：Hoover Park）是位於美國印地安納州布萊克福德縣的一個非建制地區。該地的面積和人口皆未知。

## 地理
胡佛公園的座標為40°27′15″N 85°21′40″W / 40.45417°N 85.36111°W，而該地的平均海拔高度為280米（即919英尺）。